# Semyhirja (obwód doniecki)
Semyhirja (ukr. Семигір'я) – wieś na Ukrainie, w obwodzie donieckim, w rejonie bachmuckim. W 2001 liczyła 347 mieszkańców.